# Piele
Piele (Duits: Pellen) is een plaats in de Poolse woiwodschap Ermland-Mazurië in het district Braniewo. Het dorp maakt deel uit van de gemeente Lelkowo en ligt dicht bij de grens met de Russische oblast Kaliningrad.